# Whip
Als països que apliquen el sistema de Westminster, així com als Estats Units, el whip és el diputat o representant encarregat de vetllar perquè els representants del seu partit siguin presents i votin en funció de les consignes del partit. El terme ve de l'anglès whip que vol dir fuet.
Un partit polític pot designar un whip en cap i diversos whips adjunts. En funció dels parlaments i dels partits polítics, el whip pot ser elegit pels diputats del partit o nomenat per la seva direcció. En alguns països, sobretot al Regne Unit, el whip en cap (chief whip) del partit que forma el govern assisteix a les reunions del gabinet.

## Cultura popular
El paper del chief whip va ser escenificat a la sèrie de televisió britànica House of Cards (1990), on el personatge principal Francis Urquhart (encarnat per Ian Richardson) ocupa aquesta plaça abans de convertir-se en Primer ministre. Aquesta posada en escena, transposada al Congrés americà, és represa al remake americà de la sèrie de l'any 2013 (amb Kevin Spacey en el paper de Frank Underwood).